# 九龍巴士73線
九龍巴士73線是由九巴營運的一條香港新界巴士路線，來往粉嶺（華明）及大埔工業邨，途經大窩西支路、太和邨、大埔墟及大埔超級城。

## 歷史
- 1973年7月16日：本線投入服務，來往上水及大埔墟。
- 1977年3月1日：早上至黃昏班次延長至文錦渡。
- 1980年9月16日：配合大埔工業邨發展，本線延長至該處。
- 1982年12月24日：配合彩園邨入伙而遷往該處，上水至文錦渡的一段由73A線（現稱73K線）取代。
- 2006年11月18日：本線延長至太平巴士總站（北區醫院附近），同時繞經華明邨及雍盛苑。但加價之餘，班次更疏落，乘客也難以預算候車時間，因為平均班次為21－29分鐘一班，無法像「廿分鐘一班／半小時一班」那樣容易預算，容易被乘客投訴班次失準，反而流失乘客。
- 2008年12月7日：本線提早頭班車及延長尾班車開出時間，以配合70線永久停駛[3]。
- 2011年8月8日：本線換入一輛空調巴士行走，是北區及大埔區最後一條加入空調巴士的路線[4]。
- 2011年9月19日：本線提升至全空調巴士服務。[5]
- 2013年8月24日：配合「北區區域性巴士路線重組」第二階段實施，北區總站遷往華明，全程收費調整至$6.5，並改經廣福道而不再途經南盛街；同時於星期一至五19:00後，以及星期六、日及公眾假期全日改以大埔中心為終點站[6][7][8]。
- 2013年11月2日：更改粉嶺行車路線，繞經一鳴路，星期六早上部份班次以大埔工業邨為終點站，星期一至五延長由大埔工業邨尾班車開出時間。
- 2014年10月4日：往華明方向抵和興路後，改經迴旋處、華明路（北行）、一鳴路、華明路（東行）、迴旋處、雷鳴路返回華明巴士總站，不再途經百和路[9]。
- 2015年12月31日：增設到站時間預報。
- 2016年9月24日：來往粉嶺及大埔中心的班次更改行車路線如下：
  - 往大埔方向抵達南運路後，直接左轉安埔路前往大埔中心巴士總站[10]。
  - 往粉嶺方向抵達安埔路後，右轉往南運路南行線，後返回原有路線[11]。

## 服務時間（詳細班次）
| 粉嶺（華明）開   | 粉嶺（華明）開 | 粉嶺（華明）開 | 大埔工業邨／大埔中心開 | 大埔工業邨／大埔中心開 | 大埔工業邨／大埔中心開 | 大埔工業邨／大埔中心開 |
| 日期             | 服務時間       | 班次（分鐘）   | 日期                   | 服務時間               | 班次（分鐘）           |                        |
| ---------------- | -------------- | -------------- | ---------------------- | ---------------------- | ---------------------- | ---------------------- |
| 星期一至五       | 05:45-06:45    | 30             | 星期一至五             | 05:45-19:45            | 30                     |                        |
| 星期一至五       | 06:45-07:10    | 25             | 星期一至五             | 20:20-00:50            | 30                     |                        |
| 星期一至五       | 07:10-07:50    | 20             |                        |                        |                        |                        |
| 星期一至五       | 07:50-08:15    | 25             |                        |                        |                        |                        |
| 星期一至五       | 08:15-18:45    | 30             |                        |                        |                        |                        |
| 星期一至五       | 19:15-00:45    | 30             |                        |                        |                        |                        |
| 星期六           | 05:45-08:15    | 30             | 星期六、日及公眾假期   | 05:50-00:50            | 30                     |                        |
| 星期六           | 08:45-00:45    | 30             |                        |                        |                        |                        |
| 星期日及公眾假期 | 05:45-00:45    | 30             |                        |                        |                        |                        |

- 綠字班次以大埔工業邨為起/終點站

## 收費
全程：$7.5
- 三渡坑往大埔工業邨／大埔中心：$7.0
- 寶鄉街往大埔工業邨／大埔中心：$5.2
- 寶鄉橋往華明：$7.0

| - 本線設有12歲以下小童及65歲或以上長者半價優惠。 - 65歲或以上香港居民使用「樂悠咭」，以及12歲以下合資格殘疾兒童使用「殘疾人士身份」個人八達通繳付車資，均可享有每程$2.0或半價（以較低者為準）的票價優惠；12至64歲合資格殘疾人士使用「殘疾人士身份」個人八達通（包括「樂悠咭」），以及60至64歲香港居民使用「樂悠咭」繳付車資，均可享有每程$2.0或全費（以較低者為準）的票價優惠。 - 65歲或以上長者如使用長者或一般個人八達通繳付車資，則只可享有半價優惠；12至64歲合資格殘疾人士如不使用「殘疾人士身份」個人八達通，以及60至64歲人士如不使用「樂悠咭」繳付車資，必須繳付全費。 - 乘客可以現金或八達通於上車時付款，不設找續。 - 每位成人乘客可免費攜帶最多兩名4歲以下而不佔座位的兒童乘客乘車，超額之4歲以下小童必須繳付小童車費乘車。 - 持有「九巴月票」之乘客在車票有效期內，每日可享最多10程任何九龍巴士及龍運巴士路線（包括本路線，以及聯營路線的九龍巴士／龍運巴士提供的班次；惟乘搭機場「A」及「NA」線則可享原價二七折優惠（不會計算每天10次合資格車程））；而B1線則每日可享最多各2程（不會計算每天10次合資格車程）。 - 九龍巴士、城巴、龍運巴士及陽光巴士全職員工及家屬（不包括外判職員）可免費乘搭本路線，惟必須拍職員或職員家屬八達通。 - 乘客亦可透過多元化電子支付系統（e度嘟）繳付車資，包括使用非接觸式VISA卡、JCB卡、萬事達卡、銀聯卡、美國運通、大來國際、Discover Card、Apple Pay、Google Pay、Samsung Pay、AlipayHK「易乘碼」、支付寶、WeChatHK／微信支付「搭車碼」、銀聯雲閃付「乘車碼」及BOC Pay「乘車碼」。乘客使用此付款方式，使用此支付方式的乘客可享有中途下車之分段收費，以及與其他九巴／龍運獨營路線或聯營線九巴／龍運班次之轉乘優惠，惟不適用於與非九巴／龍運路線之轉乘優惠，亦不能享有「公共交通費用補貼計劃」及「長者及合資格殘疾人士公共交通票價優惠計劃」。 |

### 八達通轉乘優惠
乘客以同一張八達通卡於登上首程巴士後150分鐘內轉乘以下路線，次程可獲優惠。詳情如下：
73 ←→ 71K，次程可獲$4.2折扣優惠
- 73往大埔 → 71K任何方向。
- 71K任何方向 → 73往華明。

73←→72、74A
- 73往大埔 → 72或74A往九龍，回贈首程車資。
- 72或74A往太和 → 73往華明，次程車資全免。
  - 乘客於同一日內來回程均使用上述轉乘，回程可額外獲$2.4（74A線）／$2.9（72線）折扣優惠。

73←→271(P)
- 73往大埔 → 271(P)往尖沙咀，次程可獲$6.1折扣優惠。
- 271往富亨 → 73往華明，次程可獲$4.7折扣優惠。
  - 乘客於同一日內來回程均使用上述轉乘，回程可額外獲$1.1折扣優惠。

73←→74X或75X
- 73往大埔 → 74X或75X往九龍，回贈首程車資。
- 74X或75X往大埔 → 73往華明，次程車資全免。

73←→277X
- 73往華明 → 277X往藍田站，回贈首程車資。
- 277X往聯和墟 → 73往大埔，次程車資全免。

73←→70K
- 73往華明 → 70K任何方向，次程車資全免。
- 70K任何方向 → 73往大埔，回贈首程車資。

73←→273A
- 73往華明 → 273A任何方向，次程車資全免。
- 273A任何方向 → 73往大埔，回贈首程車資。

73←→A43，次程可獲$1.0折扣優惠
- 73往華明 → A43往機場。
- A43往聯和墟 → 73往大埔。

## 用車
本線間歇亦有晚年「長牛」丹拿E型行走，並於八十年代初以「雞車」利蘭勝利二型為掛牌車。在勝利二型逐漸淡出此路線後，先後以利蘭奧林比安9.7米（BL）、都城嘉慕都城型11米（S3M）為主帥，期間更出現曾創下九巴超速紀錄的一代車皇平治O305，於2002年底退役前仍然經常出沒於此路線，成為不少巴士迷追捕的目標。
現時此路線及73A線共獲派10輛亞歷山大丹尼士Enviro 500 MMC 12米（ATENU）雙層巴士及1輛斯堪尼亞K230UB 12米（ASC）單層巴士作掛牌車。
| 車隊編號  | 車牌   |
| --------- | ------ |
| ASC5      | NW1496 |
| ATENU482  | TH7333 |
| ATENU540  | TL2480 |
| ATENU544  | TL1874 |
| ATENU892  | TX1967 |
| ATENU899  | TX5440 |
| ATENU900  | TX5648 |
| ATENU905  | TX7297 |
| ATENU910  | TX7051 |
| ATENU912  | TX7245 |
| ATENU1135 | UH4551 |

## 行車路線
華明開 經：雷鳴路、偉明街、百和路、一鳴路、華明路、和興路、大窩西支路、林錦交匯處、大埔公路－大窩段、寶雅路、太和巴士總站、寶雅路、汀角路、大埔太和路、寶鄉橋、寶鄉街、廣福道、南運路、安埔路、大埔太和路、大貴街及大昌街。

大埔工業邨開經：大貴街、汀角路、大埔太和路、安埔路、南運路、廣福道、寶鄉街、寶鄉橋、大埔太和路、汀角路、寶雅路、大埔公路－大窩段、林錦交匯處、大埔公路－大窩段、大窩西支路、和興路、迴旋處、華明路（北行）、一鳴路、華明路（東行）、迴旋處及雷鳴路。
- 有斜體字之路段只限往大埔工業邨的班次停靠，有粗體字之路段只限往大埔中心的班次停靠。

### 沿線車站
| 粉嶺（華明）開 | 粉嶺（華明）開     | 粉嶺（華明）開     | 大埔工業邨／大埔中心開 | 大埔工業邨／大埔中心開 | 大埔工業邨／大埔中心開 |
| 序號           | 車站名稱           | 位置               | 序號                   | 車站名稱               | 位置                   |
| -------------- | ------------------ | ------------------ | ---------------------- | ---------------------- | ---------------------- |
| 1              | 華明巴士總站       | 華明巴士總站       | 1*                     | 大埔工業邨巴士總站     | 大埔工業邨巴士總站     |
| 2              | 欣盛苑             | 百和路             | 2*                     | 大貴街                 | 大貴街                 |
| 3              | 牽晴間             | 一鳴路             | 3*                     | 大埔工業邨             | 汀角路                 |
| 4              | 和興村             | 和興路             | 4*                     | 下坑                   | 汀角路                 |
| 5              | 和興路             | 和興路             | 5*                     | 大發街                 | 汀角路                 |
| 6              | 何家園             | 大窩西支路         | 6*                     | 魚角                   | 汀角路                 |
| 7              | 九龍坑             | 大窩西支路         | 7*                     | 救恩書院               | 汀角路                 |
| 8              | 南華莆             | 大窩西支路         | 8*                     | 怡雅苑                 | 汀角路                 |
| 9              | 大窩               | 大窩西支路         | 9*                     | 大元邨                 | 汀角路                 |
| 10             | 泰亨               | 大窩西支路         | 10*                    | 沐恩中學               | 汀角路                 |
| 11             | 中心圍             | 大窩西支路         | 11*                    | 安慈路                 | 汀角路                 |
| 12             | 圍頭村             | 大窩西支路         | 12*                    | 大埔舊墟公園           | 大埔太和路             |
| 13             | 康樂園             | 大埔公路－大窩段   | 13*                    | 大埔超級城             | 大埔太和路             |
| 14             | 三渡坑             | 大埔公路－大窩段   | #                      | 大埔中心巴士總站       | 大埔中心巴士總站       |
| 15             | 帝欣苑             | 大埔公路－大窩段   | #                      | 新興花園               | 南運路                 |
| 16             | 太和站             | 太和巴士總站       | 14                     | 廣福邨廣智樓           | 南運路                 |
| 17             | 大埔政府合署       | 汀角路             | 15                     | 廣福球場               | 南運路                 |
| 18             | 大埔舊墟公園       | 大埔太和路         | 16                     | 廣福道                 | 廣福道                 |
| 19             | 寶鄉街             | 寶鄉街             | 17                     | 寶鄉橋                 | 寶鄉街                 |
| 20             | 運頭角里           | 廣福道             | 18                     | 林村河畔               | 大埔太和路             |
| 21             | 廣福球場           | 南運路             | 19                     | 太和廣場               | 寶雅路                 |
| 22             | 林村河             | 南運路             | 20                     | 帝欣苑                 | 大埔公路－大窩段       |
| #              | 大埔中心第五期     | 南運路             | 21                     | 康樂園                 | 大埔公路－大窩段       |
| #              | 大埔中心巴士總站   | 大埔中心巴士總站   | 22                     | 圍頭村                 | 大窩西支路             |
| 23*            | 大埔超級城         | 大埔太和路         | 23                     | 中心圍                 | 大窩西支路             |
| 24*            | 平安里             | 汀角路             | 24                     | 泰亨                   | 大窩西支路             |
| 25*            | 榮暉花園           | 汀角路             | 25                     | 大窩                   | 大窩西支路             |
| 26*            | 太平工業中心       | 汀角路             | 26                     | 南華莆                 | 大窩西支路             |
| 27*            | 富亨邨             | 汀角路             | 27                     | 九龍坑                 | 大窩西支路             |
| 28*            | 怡雅苑             | 汀角路             | 28                     | 何家園                 | 大窩西支路             |
| 29*            | 魚角               | 汀角路             | 29                     | 和合石新村             | 大窩西支路             |
| 30*            | 鳳園路             | 汀角路             | 30                     | 和興村                 | 和興路                 |
| 31*            | 下坑               | 汀角路             | 31                     | 正覺蓮社學校           | 一鳴路                 |
| 32*            | 大貴街             | 汀角路             | 32                     | 欣盛苑欣暉閣           | 華明路                 |
| 33*            | 大埔工業邨巴士總站 | 大埔工業邨巴士總站 | 33                     | 華明邨康明樓           | 華明路                 |
|                |                    |                    | 34                     | 華明邨耀明樓           | 華明路                 |
| 35             | 華明巴士總站       | 華明巴士總站       |                        |                        |                        |

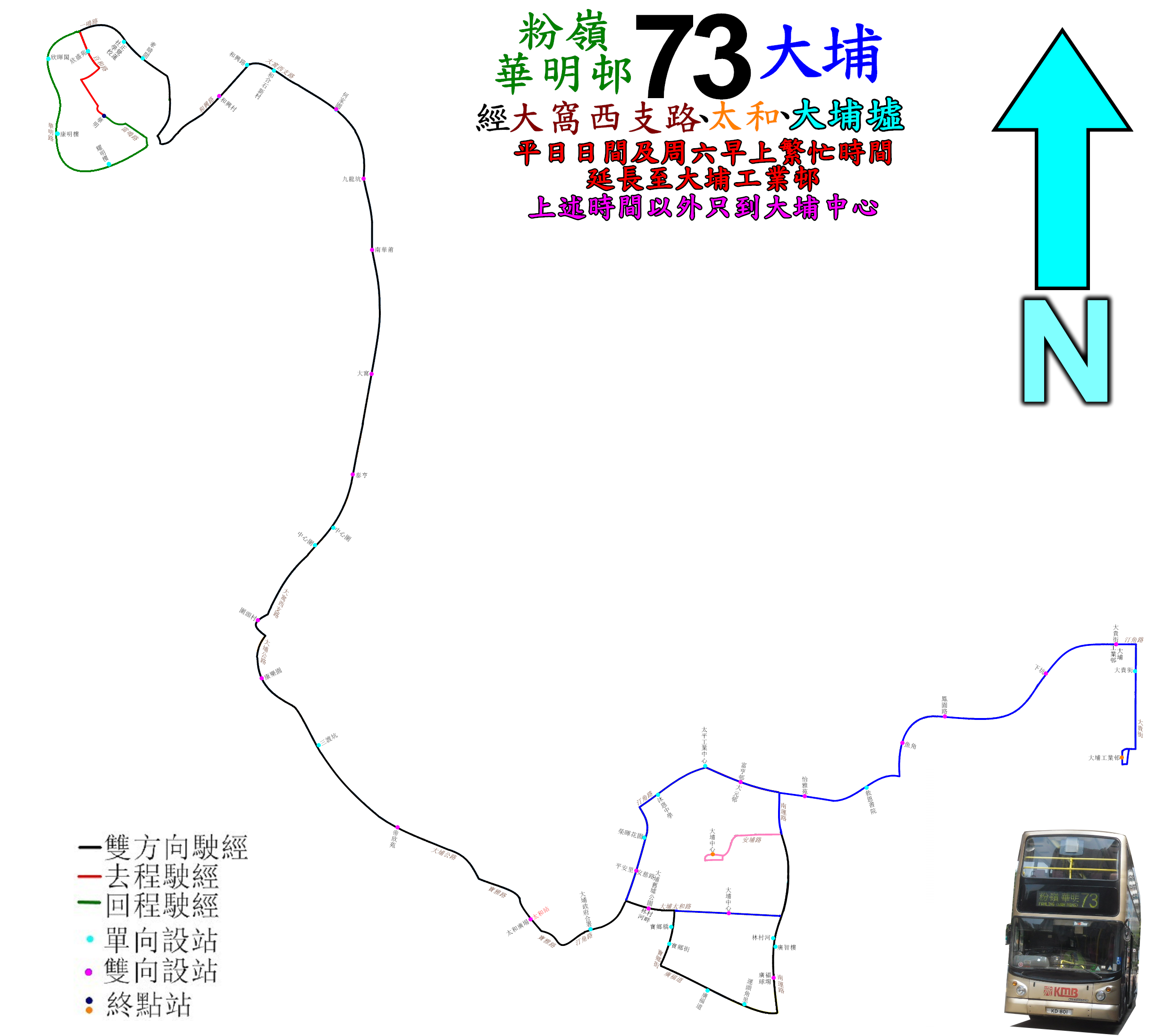
本線的走線圖，晚間、星期六大部分班次及例假日所有班次皆以大埔中心為總站，以粉紅色表示；以大埔工業邨為總站的平日日間及星期六早上班次，大埔工業邨的走線以藍線表示

- 來往大埔中心的班次不停有*號之車站，並改停有#號之車站。

## 客流量及未來
現時主要的競爭對手為港鐵東鐵綫及來往上水至大埔的紅色小巴，小巴班次頻密，本線班次顯得相當疏落，因此本線客量一直處於偏低水平，就算在平日繁忙時間都甚少出現客滿的情況，九巴已對本線採取放棄態度。
隨著70線於2008年12月7日起永久停駛，九巴由當日起增闢本線與72線、74A線及271線的轉乘優惠以取代70線，並加密班次，本線有望走出困局。但另一方面，清河邨於2008年下半年全面入伙後，於2008年9月26日政府憲報中，公開招標由清河邨經北區醫院及粉嶺南至大埔那打素醫院的專線小巴路線，編號為502，並已於2009年6月17日投入服務，以較頻密的班次及全線空調服務與本線競爭，本線的客量因此再度出現流失。
運輸署於2003-2004年路線發展計劃中建議永久停駛本線，以專線小巴取代，但受到居民及北區區議會反對而攔置。而近年路線發展計劃中，運輸署建議九巴加入空調巴士行駛，但本線於2011年8月8日才加入空調巴士行走，成為北區及大埔區最後一條加入空調巴士的路線。
隨著巴士服務空調化是大勢所趨，九巴加快將巴士路線轉為全空調服務的速度，於2011年9月19日起，一口氣將7輛普通巴士換成空調巴士行走，提升至全線空調服務，由於另一條北區路線73A亦於同日起改為全空調服務，象徵以北區作總站的所有專利巴士路線已經改為全空調服務，亦令到大窩西支路及整個北區再沒有普通巴士行走。
特區行政長官梁振英於《2013 -2014年度施政報告》中，決定引入「區域性巴士路線重組」，北區成為首個採用此模式重組巴士路線的地區，並於2013年計劃及實行（即《2013-2014年北區巴士路線發展計劃》），鑑於本線行車路線迂迴、沿途上落客站多（由上水至大埔沿途經過50多個巴士站）、行車速度緩慢，再加上與類近九巴巴士路線／其他交通工具平行，遂導致乘客抗拒使用本線，以致乘客量及使用率均偏低，因此在該項區域性重組計劃內，建議本線北區總站縮短至華明，並增加70K及273A的八達通轉乘優惠替代本線於北區區內的服務，另外增加接駁大埔、北區來往市區路線的轉乘優惠，以替代客量偏低的70X線；同時星期一至五晚間、星期六及假日大埔區總站縮短至大埔中心，並降低全程車費。整個重組建議最終於2013年7月8日於北區區議會交通及運輸委員會會議上獲得通過，本線隨即於2013年8月24日起，配合北區「區域性巴士路線重組」第二階段實施，實施以上改動，往大埔方向改經一鳴路而不再經華明路（雍盛苑），於大埔工業邨改為來回程取道大貴街，與同日縮短路線的73A線，於大窩西支路提供10-15分鐘一班的聯合班次來往太和及大埔墟。
自從本線的北區總站縮短至華明後，客量開始有所上升。

## 外部連結
九巴
- 九龍巴士73線 （页面存档备份，存于）

其他
- 九龍巴士73線－681巴士總站 （页面存档备份，存于）